# فلیپه جک
فلیپه جک (انگلیسی: Fellipe Jack؛ زادهٔ ۱۲ ژانویهٔ ۲۰۰۶) بازیکن فوتبال اهل برزیل است که در حال حاضر برای کومو در پست مدافع بازی می‌کند.
وی همچنین در تیم‌های ملی فوتبال زیر ۱۷ سال و زیر ۱۹ سال ایتالیا بازی کرده است.

## دوران باشگاهی
فلیپه جک برای آکادمی‌های باشگاه فوتبال ویلا سانتیستا و پورتوگیزا بازی کرد، پیش از آنکه در سن ۱۰ سالگی به رده‌های پایهٔ پالمیراس بپیوندد. در ۱ اکتبر ۲۰۲۲، او نخستین قرارداد حرفه‌ای خود را با پالمیراس تا سال ۲۰۲۵ امضا کرد. او به تیم زیر ۱۷ سال پالمیراس کمک کرد تا در فاصلهٔ سال‌های ۲۰۲۲ تا ۲۰۲۳، دو جام حذفی فوتبال زیر ۱۷ سال برزیل، دو قهرمانی زیر ۱۷ سال برزیل و یک کمپئوناتو پائولیستا زیر ۱۷ سال را فتح کنند.
در ۲ فوریهٔ ۲۰۲۴، فلیپه جک به ایتالیا رفت و به صورت قرضی به باشگاه سری بی کومو برای باقی‌ماندهٔ فصل ۲۰۲۳–۲۴ پیوست و به تیم جوانان آن‌ها ملحق شد. در ۱۰ ژوئیهٔ ۲۰۲۴، او قرارداد قرضی خود را با کومو برای فصل ۲۰۲۴–۲۵ تمدید کرد، با گزینهٔ خرید به مبلغ ۲ میلیون یورو برای ۶۰٪ از حقوقش. او نخستین بازی حرفه‌ای و رسمی‌اش را با کومو به عنوان یار تعویضی در شکست ۲–۰ مقابل فیورنتینا در سری آ در ۲۴ نوامبر ۲۰۲۴ انجام داد.

## دوران ملی
فلیپه جک که در برزیل زاده شده‌است، دارای اصالت ایتالیایی است و تابعیت دوگانه دارد. او برای تیم زیر ۱۷ سال برزیل در تورنمنت مونتایگو ۲۰۲۲ بازی کرد که در نهایت آن را فتح کردند.
در ۲۱ فوریهٔ ۲۰۲۵، فلیپه توسط سرمربی آلبرتو بولینی به اردوی تدارکاتی تیم زیر ۱۹ سال ایتالیا دعوت شد.